# Morsekona

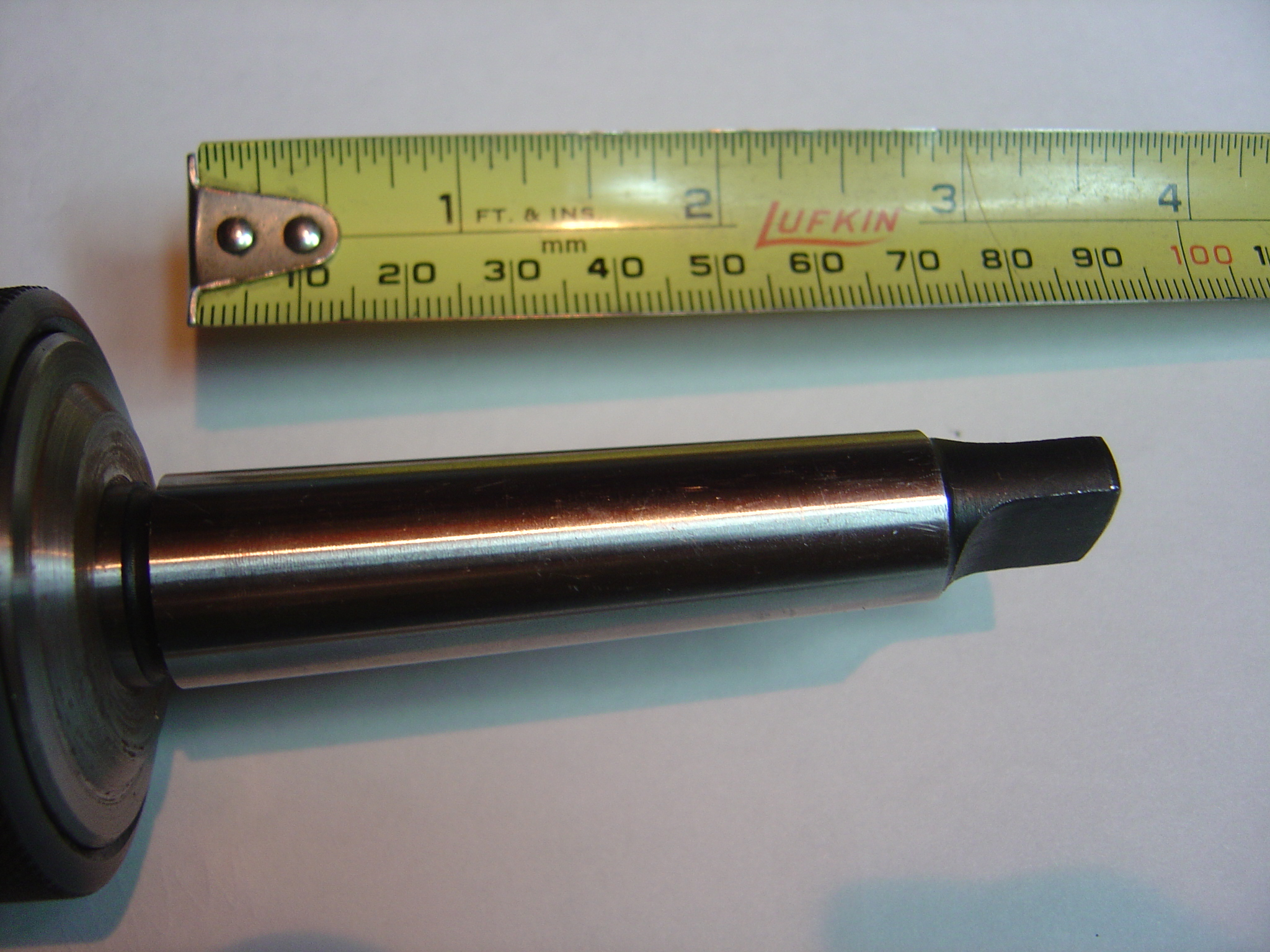
Morsekona #2 (Mk2)

Morsekonan är en av de mest använda typerna av maskinkonor, och är särskilt vanliga på skaft på spiralborrar och maskinbrotschar, spindlar till industriella pelarborrmaskiner, och i spindeln på svarvar. Konvinkeln i Morsekonan varierar något  mellan de olika storlekarna, men är vanligtvis 1,49 grader. Den uppfanns av Stephen A. Morse, baserad i New Bedford i Massachusetts, i mitten av 1860-talet. Sedan dess har systemet utvecklats till att omfatta mindre och större storlekar och har antagits som standard av ett flertal organisationer, däribland International Organization for Standardization (ISO)  som ISO 296, och Tyska Institutet för Standardisering (DIN) som DIN 228-1.

## Storlekar
Morsekonor finns i åtta storlekar som identifierats av heltal mellan 0 och 7, samt en halvstorlek (4 1/2 - mycket ovanlig, visas inte i tabellen).
Ofta är beteckningen förkortat Mk följt av en siffra, till exempel en "Morsekona nummer 4" anges som Mk4. Mk2 är den vanligaste storleken i pelarborrmaskiner upp till  1⁄2" kapacitet. Avkortade versioner med samma konvinkel men lite över hälften av den vanliga längden används ibland för storlekarna från 1 till 5. Det finns standarder för dessa, som bland annat används i svarvar för att få ett större hål genom spindeln.

## Ändtyper
Morsekonor är en maskinkona av självhållande typ, och kan ha tre olika sorters ändar:
- "tang" (se illustration) för att underlätta demontering med en kiljagare
- gängad för att hållas på plats med en dragstång
- platt (ingen "tang" eller gängade avsnitt)

Självhållande konor förlitar sig på belastningsfall där den axiella lasten är betydligt högre än det vridmoment som ska överföras. Problem kan uppstå med stora borrar i förhållande till skaftet, om pilothålet är för stort. Den gängade typen är viktig för alla typer av radiell belastning, särskilt fräsning. Det enda undantaget är att sådana ogynnsamma situationer kan simuleras för att ta bort fastnat skaft. Den smala konvinkeln kan resultera i att konan fastnar när den utsätts för stora axiella belastningar, eller lägre belastning under långa perioder.

## Dimensioner
Konan har en konicitet om ungefär 5/8" per fot, men exakta förhållande och mått för olika storlekar ges i tabellen nedan. 
| Morse nummer | Konicitet | A      | B (max) | C (max) | D (max) | E (max) | F  | G     | H   | J    | K          |
| ------------ | --------- | ------ | ------- | ------- | ------- | ------- | -- | ----- | --- | ---- | ---------- |
| 0            | 1:19.212  | 9.045  | 56.5    | 59.5    | 10.5    | 6       | 4  | 1     | 3   | 3.9  | 1° 29' 26" |
| 1            | 1:20.047  | 12.065 | 62      | 65.5    | 13      | 8.7     | 5  | 1.2   | 3.5 | 5.2  | 1° 25' 43" |
| 2            | 1:20.020  | 17.780 | 75      | 80      | 16      | 13.5    | 6  | 1.6   | 5   | 6.3  | 1° 25' 50" |
| 3            | 1:19.922  | 23.825 | 94      | 99      | 20      | 18.5    | 7  | 2     | 5   | 7.9  | 1° 26' 16" |
| 4            | 1:19.254  | 31.267 | 117.5   | 124     | 24      | 24.5    | 8  | 2.5   | 6.5 | 11.9 | 1° 29' 15" |
| 5            | 1:19.002  | 44.399 | 149.5   | 156     | 29      | 35.7    | 10 | 3     | 6.5 | 15.9 | 1° 30' 26" |
| 6            | 1:19.180  | 63.348 | 210     | 218     | 40      | 51      | 13 | 4     | 8   | 19   | 1° 29' 36" |
| 7            | 1:19.231  | 83.058 | 285.75  | 294.1   | 34.9    | -       | -  | 19.05 | -   | 19   | 1° 29' 22" |

## B-konor
B-serien är en DIN-standard som normalt används för montering av chuckar på en borrchucksdorn, på samma sätt som den äldre serien Jacobs-konor. Varje kona i B-serien motsvarar den lilla eller stora änden av en Morsekona:
B10 = lilla änden av Mk1
B12 = stora änden av Mk1
B16 = lilla änden av Mk2
B18 = stora änden av Mk2
B22 = lilla änden av Mk3
B24 = stora änden av Mk3
Talet efter B är diametern på den stora änden av konan, avrundat till närmaste hela mm, och är ungefär 1 mm större än den stora änden av hylsan (~2 mm i fallet med B22 och B24)